# نموذج حوسبة

نموذج الحوسبة في نظرية الحاسوب ونظرية التعقيد الحسابي هو تعريف مجموعة من العمليات المسموح استخدامها في الحوسبة وتكلفة كل منها. وهو يستخدم لقياس مدى تعقيد خوارزمية حسب زمن التنفيذ و/أو مساحة الذاكرة: بافتراض نموذج معين من الحوسبة، فمن الممكن تحليل الموارد الحاسوبية المطلوبة أو مناقشة القيود المفروضة على خوارزميات أو أجهزة الكمبيوتر.

## النماذج
بعض الأمثلة من النماذج ما يلي:
- آلة تورنغ
- آلة محدودة الحالات
- حسابات اللامدا
- خلايا ذاتية السلوك